# Graça Martins
Graça Martins (Vila do Conde, 1952) é uma artista plástica portuguesa.

## Biografia
Graça Martins nasceu em 1952, em Vila do Conde, filha do pintor Martins Lhano.  É irmã das pintoras Isabel Lhano e Bárbara Martins. Aos 4 anos, mudou-se para a cidade do Porto, onde passaria a residir. Estudou na Escola Secundária Soares dos Reis, onde viria a leccionar mais tarde, e formou-se em Design/ Artes Gráficas na Faculdade de Belas-Artes da Universidade do Porto. Em Milão tirou o curso de modelista/estilista na Escola Ars Utoria.
Iniciou a sua carreira artística em 1977, na Galeria Alvarez, no Porto.
Das várias exposições individuais, principalmente em Lisboa, Porto e estrangeiro, destacam-se as seguintes: O Negro Pó da Grafite (1991) na Galeria Barata em Lisboa, 25 Anos de Pintura na Galeria Alvarez em 2002 em conjunto com Isabel de Sá, Sleeping Beauty em 2004 na Galeria São Mamede em Lisboa, em 2006 Photoshop na Galeria Símbolo do Porto e em 2010 Broken Hearts Bloody Hearts na Galeria João Pedro Rodrigues, Porto. Participou também em várias colectivas, entre as quais a 1º Exposição Nacional do Desenho no Palácio de Cristal do Porto (1983), IV Bienal Internacional de Arte de Vila Nova de Cerveira (1984), Quinzaine Portugaise, Artistes du Nord du Portugal na Galerie de l'Abbayo em Echternach (Luxemburgo, 1986) e Museu Soares dos Reis, O Lápis, Bicentenário da Invenção, Cooperativa Árvore, Porto (1990), 88 Leituras sobre Macau da Colectiva de Artistas Plásticos do Oriente e do Ocidente, a partir de um texto sobre Macau, em Macau (1995), ou Uma Prenda Para Eugénio com Algumas Tulipas, uma colectiva de pintura e obra gráfica da Asa Editores, Casa do Infante, Porto (2004).
Desde 1979 colabora com editoras, realizando capas e ilustrações de livros. Destacam-se livros de Isabel de Sá, Maria Gabriela Llansol, Maria Teresa Horta, Maria Isabel Barreno, Maria Ondina Braga, Nuno Júdice, Miguel Serras Pereira, Carlos Mota de Oliveira, Eduarda Chiote e Maria Filomena Cabral, para editoras como &etc, Brasília, Rolim, Oiro do Dia, Ulmeiro, Nova Nórdica, Colares e Contexto.
Desde 1978 tem feito retratos de vários poetas e escritores, entre os quais Isabel de Sá, Eugénio de Andrade, Eduarda Chiote, Inês Lourenço, Mário Cláudio, Miguel Serras Pereira, Valter Hugo Mãe, João Borges, Fernando Pessoa, Florbela Espanca, Virginia Woolf, Mário de Sá Carneiro, Safo, Rimbaud, e também da pianista Sofia Lourenço.

## Prémios
Ganhou o: 
- 1990 - 1º Prémio Nacional de Desenho, no Bicentenário da Invenção do Lápis, Cooperativa Árvore (Porto)
- 2002 - Foi distinguida com duas Menções Honrosas, do Prémio Vespeira, na VII Bienal de Artes Plásticas da Cidade do Montijo

## Obra
Sobre a obra da pintora, escreveu a crítica de arte Maria Leonor Barbosa Soares: «O trabalho de Graça Martins desenvolve-se tendo o desenho como base de um sistema de expressão em que o símbolo se adivinha na ordenação das estruturas. O desenho selecciona detalhes da realidade (a recordação duma textura, de um tecido, da pele...) construindo articulações de sentidos ao mesmo tempo que configura estruturas rítmicas. Trabalho em superfície, a linha descreve movimentos fluidos e cadências que vão servir como meio de estruturação de percursos afectivos ou viagens no tempo. Tentativa de reter, prolongar e eternizar sensações em divagações suscitadas pelo lirismo decorativo. A provocação nas obras de Graça Martins passa pela exigência de tornarmos consequentes as nossas reações. As imagens podem ser totalmente inocentes ou perversas, isso depende de nós. Teremos que enfrentar a nossa serenidade ou perturbação. Diria que com Graça Martins nos encontramos perante uma estética do presságio. O convívio defensivo do ser humano com a proximidade do abismo. Vozes sibilam, as palavras sussurradas provocam arrepios. A reacção é a objectivação, a disciplina na atenção. O pânico da perda dá origem à expressão desesperada da posse. A repetição da imagem previne o vazio, agarra o momento. O coleccionismo de imagens, permite a construção do símbolo, ilude a vulnerabilidade perante a ruptura.»
Outra crítica de arte, Laura Castro escreve: «...há uma série de obras de Graça Martins onde se elegeu como aglutinador, um motivo absolutamente notável pelas consequências que dele se retiram e pela originalidade a ele inerente. Verdadeiro achado, os pijamas - esse é o motivo - concentram um conjunto de objectivos bem definidos: são um sinal de intimidade, do tempo interior, de uma privacidade que requer um pretexto concreto, um objecto, símbolo inteiramente materializado pela via da linha gráfica que as riscas do pijama oferecem. A articulação é perfeita e irrepreensível. (...) Em Graça Martins a maior delicadeza, quase de evocação pré-rafaelita, alia à linearidade uma matéria carnal mais obsessiva e em vez do sentido da corrosão impõe uma sensualidade que, não obstante, pode também corroer.»
O escritor Valter Hugo Mãe escreve acerca da obra da artista: «Os quadros da Graça Martins sugerem-nos, por vezes, a ilusão da efemeridade por serem tão assentes no desenho e na sua filigrana por aludirem à fragilidade, à vulnerabilidade, à necessidade de cuidar ou de amar alguém. (...) Se o amor é o grande predador, ou se somos nós próprios o nosso grande predador por enfraquecermos às mãos de alguém, será tópico que a Graça Martins explora, magoando pela junção muito impressiva da tragédia do belo. A beleza encantatória das suas imagens é ferida pela eminência da lâmina, pelo borrão do sangue, pela cal da pele no corpo já desabitado. O que mais me fascina no excelente trabalho da Graça Martins é o modo como nos deslumbra com aquilo que, afinal, é assustador. Assusta-nos mais ainda por ser hábil a fazê-lo com o isco da beleza, como se não fossemos capazes de deixar de nos apaixonarmos, pelas suas figuras, pela cor, pela precisão obstinada do traço do pincel.» 
João Borges escreve a propósito de Graça Martins: « Estamos perante um universo de desencontros, nos vários sentidos que esta palavra pode ter. Desencontros com as convenções sociais, o desencontro com o consciente que representa o sono, o desencontro entre pessoas e o desencontro próprio, da vida quando interceptada pela morte, em verdadeiras situações limite. E o que une estes desencontros, se não aquilo que temos dentro de nós: afectos, sentimentos, ideias, defesas? É este um dos pontos mais interessantes da pintura de Graça Martins: numa pose quase psicanalítica ela mostra-nos como o que está dentro de nós pode salvar-nos ou destruirmo-nos, e não há nada mais violento. (...) Por isso, estas imagens resultam numa revelação da verdade intima de cada uma, e só o atingir dessa verdade justifica que estas pinturas nos confrontem com indivíduos em situações de uma fragilidade desarmada. Parece-me ser esta a razão por que a pintura de Graça Martins tem essa relação tão estreita com os sentimentos no seu estado mais natural.»
Para terminar, algumas palavras da poeta Isabel de Sá: «A obra de Graça Martins é perfeccionista, rigorosa até ao limite, exalta a beleza, a sensualidade e a paixão tal como o drama - mas sempre com elegância e requinte. Há uma poética pairando sobre os rostos, o corpo e todos os elementos usados no seu vocabulário pessoal.»
Graça Martins está representada na colecção do Museu Nacional de Arte Moderna, da Fundação de Serralves, no Porto. 

## Exposições individuais
- 1977- Galeria Dois, Porto/ Galeria Alvarez, Porto
- 1978- Galeria Opinião, Lisboa
- 1979- Galeria Opinião, Lisboa/ Galeria Árvore, Porto
- 1980- Galeria Árvore, Porto/ Galeria Opinião, Porto
- 1982- Galeria Roma e Pavia, Porto
- 1986- Galeria Arcada, Estoril
- 1990- Galeria Árvore, Porto/ Espaço A- Clube 50, Lisboa
- 1991- O Negro Pó da Grafite, Galeria Barata, Lisboa
- 1992- A Ausência do Rosto, Galeria Labirintho, Porto
- 1995- Proclamações de Eros, Galeria Degrau-Arte, Porto
- 2002- 25 Anos de Pintura com Isabel de Sá, Galeria Alvarez, Porto
- 2004- Sleeping Beauty, Galeria São Mamede, Lisboa
- 2006- Photoshop, Galeria Símbolo, Porto
- 2010- Broken Hearts Bloody Hearts, Galeria João Pedro Rodrigues, Porto
- 2011- Broken Hearts Bloody Hearts, Galeria AMIarte, Porto

## Exposições colectivas (selecção)
- 1979- Arte Moderna Hoje, Sociedade Nacional de Belas-Artes, Lisboa
- 1982- 1a Exposição Nacional de Arte Moderna-ARÚS, Museu Nacional de Soares dos Reis, Porto e Sociedade Nacional de Belas-Artes, Lisboa / III Bienal Internacional de Vila Nova de Cerveira
- 1983- 1a Exposição Nacional de Desenho, Palácio de Cristal, Porto/ I Bienal de Chaves- Jovem Arte Portuguesa
- 1986- Quinzaine Portugaise, Artistes du Nord du Portugal, Galerie de L'Abbayo, Echternach (Luxemburgo) e Museu Nacional Soares dos Reis, Porto
- 1987- 1a Mostra de Arte de Vila do Conde, Mosteiro de Santa Clara/ III Bienal de Chaves/ I Bienal de Sintra
- 1988- 44 Artistas/ Exposição Comemorativa dos 25 Anos da Cooperativa Árvore, Porto
- 1989- Mail Art, Pontevedra (Galiza)
- 1990- O Lápis, Bicentenário da Invenção, Árvore, Porto
- 1992- VIII Bienal Internacional de Vila Nova de Cerveira
- 1995- 88 Leituras Sobre Macau, Colectiva de Artistas Plásticos do Oriente e do Ocidente a partir de um texto sobre Macau, em Macau / AMI- 1a Exposição de Artes Plásticas do Norte, Cadeia da Relação, Porto
- 1998- Art Against Poverty, Edifício da Antiga Alfândega do Porto
- 2000- Um Lugar para o Coração- 26 Pintores e 20 Escritores ao Serviço do Coração, Fundação Portuguesa de Cardiologia / Euro-world, Frankfurt (Alemanha)
- 2002- Art Cologne, Galeria Alvarez, Colónia (Alemanha)
- 2003- Uma Prenda Para Eugénio com Algumas Tulipas, Biblioteca Almeida Garrett, Porto
- 2008- Colectiva de Pintura, Galeria Artes Solar de Santo António, Porto
- 2010- Colectiva de Pintura e Escultura, Galeria João Pedro Rodrigues, Porto/ Exposição Cem Lamentos- Produção da Associação Cultural Tenda de Saias, Exposição de trabalhos das artistas plásticas Ana Pereira, Graça Martins e Mariana Bacelar realizadas propositadamente para o espectáculo Cem Lamentos, Fábrica Social, Porto